# Bourbon-Anjou
Bourbon-Anjou ili Bourbon-Španjolska, vladajuća kraljevska dinastija u Kraljevini Španjolskoj. Potječe od francuske kraljevske dinastije Burbonaca, ogranka dinastije Capet, čiji je član, Filip, vojvoda Anjoua, proglašen za španjolskog kralja 1700. godine. Otada vladaju, s kraćim prekidima, Španjolskom. Ogranci dinastije vladali su nad Vojvodinom Parmom i Kraljevstvom Dviju Sicilija, a neko vrijeme su članovi dinastije nosili i naslove kralja Napulja i kralja Sicilije. Od 1964. godine, ogranak Bourbon-Parma vlada Velikim Vojvodstvom Luksemburga.
Sadašnji rodonačelnik obitelji je španjolski kralj Filip VI.

## Vladari iz dinastije Bourbon-Anjou

### Španjolski kraljevi
- Filip V. (1700. – 1724.)
- Ludovik I. (1724.)
- Filip V. (1724. – 1746.)
- Ferdinand VI. (1746. – 1759.)
- Karlo III. (1759. – 1788.)
- Karlo IV. (1788. – 1808.)
- Ferdinand VII. (1808.)
- francuska okupacija (1808. – 1813.)
- Ferdinand VII. (1813. – 1833.)
- Izabela II. (1833. – 1868.)
- Prva republika (1873. – 1874.)
- Alfons XII. (1874. – 1886.)
- Alfons XIII. (1886. – 1931.)
- Druga republika (1931. – 1939.)
- Juan Carlos I. (1975. – 2014.)
- Filip VI. (2014.-...)

### Kraljevi Dviju Sicilija
- Ferdinand I. (1816. – 1825.)
- Franjo I. (1825. – 1830.)
- Ferdinand II. od Dviju Sicilija (1830. – 1859.)
- Franjo II. (1859. – 1861.)

### Napuljski kraljevi
- Karlo VII. (1734. – 1759.)
- Ferdinand IV. (1759. – 1806.) i (1815. – 1816.)

### Sicilski kraljevi
- Karlo V. (1735. – 1759.)
- Ferdinand III. (1759. – 1816.)

### Vojvode Parme
- Karlo I. (1731. – 1735.)
- Filip Parmski (1748. – 1765.)
- Ferdinand Parmski (1765. – 1796.)
- Karlo II. (1847. – 1848.)
- Karlo III. (1848. – 1854.)
- Robert I. (1854. – 1859.)